# Moa Hansson
Moa Adelina Hansson, född 24 maj 2001 i Landsbro, är en svensk längdskidåkare. Hon tävlade för sin moderklubb Landsbro IF SK fram till 2021, idag tävlar hon för Falun Borlänge SK. 
Hansson fick sitt internationella genombrott när hon vann silver i sprint klassisk stil i världsmästerskap för juniorer i Vuokatti 9 februari 2021.
Hansson vann guld i sprint fristil på U-23 VM  i Lygna 2022, hon är uttagen i Team Bauhaus säsongen 2022/2023.